# Bestrahlungsplanung
Unter der Bestrahlungsplanung versteht man im Rahmen der Strahlentherapie die Ausarbeitung eines individuellen Plans zur Eingrenzung des Tumors und der gleichzeitigen Schonung des gesunden Gewebes.

## Durchführung
Die Planung beruht in der Regel auf einem computergestützten Planungssystem sowie auf zuvor gemachten CT-Aufnahmen des Patienten. 
In Deutschland ist für die Bestrahlungsplanung nach Strahlenschutzverordnung, bzw. Röntgenverordnung ein sogenannter „Medizinphysik-Experte“ verantwortlich.
Um die Toleranzgrenzen der Organe nicht zu überschreiten, werden mittels der Mehr-Felder-Technik aus unterschiedlichen Winkeln Teildosen appliziert (auch isozentrische Bestrahlung genannt).

## Ziel
Ziel der Bestrahlungsplanung ist es, den Tumor mit einer relativen Dosis (meist 95 %) einzugrenzen und das gesunde Gewebe durch Hilfsmittel wie zum Beispiel der Mehr-Felder-Technik bestmöglich zu schonen.